# Jordan Romero
Jordan Romero Redlands, Califòrnia, 12 de juliol de 1996) és un alpinista de muntanya estatunidenc que va aconseguir arribar al cim de l'Everest amb 13 anys.
Romero fou acompanyat pel seu pare, Paul Romero, la seva madrastra, Karen Lundgren, i tres sherpas, Sherpa Ang Pasang, Lama Dawa Sherpa i Lama Karma Sherpa. Temba Tsheri Sherpa de Nepal, que tenia 16 anys quan va arribar a la cimera del 2001, va mantenir el rècord anterior del més jove per pujar a l'Everest. Romero es va inspirar a escalar les muntanyes més altes de cada continent quan va veure un dibuix al passadís de la seva escola que tenia les muntanyes més altes dels set continents. Després d'excursar amb èxit el massís de Vinson el desembre del 2011 a l'edat de 15 anys, 5 mesos i 12 dies, Romero es va convertir en l'escalador més jove del món per completar els Set Cims, títol que anteriorment tenia George Atkinson. Després d'aquesta experiència, Romero va escriure una novel·la per a nens anomenada No Summit Out Of Sight.

## Cims més destacats que ha pujat[3]
| Any               | Cim                     | País                   | Continent        | Altitud      |
| ----------------- | ----------------------- | ---------------------- | ---------------- | ------------ |
| Juliol del 2006   | Kilimanjaro             | Tanzània               | Àfrica           | 5.892 metres |
| Abril del 2007    | Mont Kosciuszko         | Austràlia              | Oceania          | 2.228 metres |
| Juliol del 2007   | Mont Elbrus             | Rússia                 | Europa           | 5.642 metres |
| Decembre del 2007 | Aconcagua               | Argentina              | Amèrica del Sud  | 6.962 metres |
| Juny del 2008     | Denali                  | Estats Units d'Amèrica | Amèrica del Nord | 6.194 metres |
| Setembre del 2009 | Mount Carstensz Pyramid | Indonesia              | Àsia             | 4.884 metres |
| Maig del 2010     | Everest                 | Nepal - Xina           | Àsia             | 8.848 metres |
| Decembre del 2011 | Massís Vinson           | N/A                    | Antàrtida        | 4.892 metres |